# Auflage (Justiz)
Bei einer Auflage handelt es sich in der deutschen Justiz um eine hoheitliche Anordnung, die ihren Adressaten zu einer Leistung verpflichtet. Das Gesetz verwendet den Begriff der Auflage in unterschiedlichen Kontexten: Im Strafprozessrecht kann ein Strafverfahren gegen Erfüllung einer vom Gericht erteilten Auflage eingestellt werden. Im Jugendstrafrecht handelt es sich bei Auflagen um Zuchtmittel, die dem Verurteilten als Sanktion auferlegt werden. Das Strafgesetzbuch (StGB) behandelt Auflagen im Kontext der Strafaussetzung zur Bewährung: Hiernach kann die Anordnung der Bewährung an den Erlass von Auflagen geknüpft werden.

## Bewährungsauflagen
Im Strafverfahren kann das Gericht eine Freiheitsstrafe durch Beschluss zur Bewährung aussetzen. Gemäß § 56b Abs. 1 S. 1 StGB kann das Gericht die Bewährung an die Erfüllung einer oder mehrerer Auflagen knüpfen. Diese dienen der Genugtuung für das begangene Unrecht: Der Täter soll dazu beitragen, den Rechtsfrieden, den er durch seine Tat gestört hat, wiederherzustellen. Zu diesem Zweck wird der Täter durch Auflagen sanktioniert. Das OLG Celle bezeichnet den Zweck der Auflage als Denkzettelfunktion.
Die Bewährungsauflage ist eng mit der Weisung im Sinne von § 56c StGB verwandt. Sie unterscheidet sich dadurch von der Weisung, dass sie nicht präventiv auf die Besserung des Täters abzielt, sondern repressiv auf die Wiedergutmachung der Tatfolgen.
Die Unterscheidung zwischen Auflagen und Weisungen wurde zum 1. April 1970 eingeführt (damals §§ 24 a und b StGB a. F., seit 1975 §§ 56 b und c StGB). Sie geht auf den Entwurf eines Strafgesetzbuchs von 1962 zurück.

### Mögliche Inhalte von Auflagen
§ 56b Abs. 2 StGB bestimmt abschließend, welchen Inhalt Auflagen haben können. Den Gerichten ist es daher verwehrt, weitere Auflagentypen zu entwickeln. Verworfen wurde daher beispielsweise Auflagen, die dem Täter aufgaben, seine Einkommensverhältnisse darzulegen oder das Staatsgebiet der Bundesrepublik unverzüglich zu verlassen.
Zwischen den in § 56b StGB vorgesehenen Auflagentypen kann das Gericht nach Ermessen auswählen. Die Auflage soll inhaltlich einen engen Bezug zur Tat haben. Da die Anordnung von Auflagen in die durch Art. 2 Abs. 2 S. 2 GG geschützte Freiheit der Person eingreift, muss sie dem Bestimmtheitsgebot genügen.

#### Wiedergutmachen des Schadens
Der Täter kann gemäß § 56b Abs. 2 S. 1 Nr. 1 StGB zunächst dazu verpflichtet werden, den durch seine Tat entstandenen Schaden wiedergutzumachen, also Schadensersatz oder Entschädigung an das Opfer der Tat zu leisten. Adressat einer solchen Leistung darf ausschließlich der unmittelbar durch die Tat Verletzte sein, sodass eine Auflage zugunsten eines nicht oder allenfalls mittelbar Verletzten rechtswidrig ist.
Eine Auflage nach § 56b Abs. 2 S. 1 Nr. 1 StGB setzt nach vorherrschender Ansicht voraus, dass das Opfer einen zivilrechtlichen Anspruch auf diese Leistung hat.  Eine Bindungswirkung an eine zivilrechtliche Entscheidung soll nach dem OLG Brandenburg jedoch nicht bestehen. Ob der Anspruch verjährt ist, ist unerheblich.
Im Regelfall ordnen Gerichte an, dass Täter zur Wiedergutmachung eine Geldzahlung an das Opfer zu erbringen hat. Möglich ist jedoch auch die Verpflichtung zur Naturalrestitution nach § 249 Abs. 1 BGB. Diese kann etwa durch den Widerruf einer strafbaren Äußerung erfolgen.
Gemäß § 56b Abs. 2 S. 2 StGB soll das Gericht Auflagen nach § 56b Abs. 2 S. 1 Nr. 2–4 StGB nur erteilen, soweit dies der Wiedergutmachung nicht entgegensteht. Die Schadenswiedergutmachung hat also Vorrang vor den anderen Auflagentypen.

#### Zahlen eines Geldbetrags zugunsten einer gemeinnützigen Einrichtung
Gemäß § 56b Abs. 2 S. 1 Nr. 2 StGB kann das Gericht dem Täter weiterhin aufgeben, einen Geldbetrag zugunsten einer gemeinnützige Einrichtung zu leisten. Diese Auflagenform ist in der Praxis äußerst verbreitet. Als gemeinnützig gelten Einrichtungen, die im Allgemeininteresse tätig werden; die steuerrechtliche Anerkennung als gemeinnützig ist nicht notwendig. Beispielhaft sind etwa Museen und Vereine.
Die Höhe des Geldbetrags wird durch das Unrecht der Tat, die Schwere der Schuld sowie durch die wirtschaftliche Situation des Täters beeinflusst. Den Empfänger der Geldzahlung bestimmt das Gericht nach eigenem Ermessen.

#### Erbringen einer sonstigen gemeinnützigen Leistung
Gemäß § 56b Abs. 2 S. 1 Nr. 3 StGB kann das Gericht dem Täter auferlegen, eine gemeinnützige Leistung zu erbringen, die nicht in einer Geldzahlung besteht. Als Beispiel kommt etwa die Arbeit in einer Kranken-, Heil- oder Pflegeanstalt in Betracht. Auflagen nach Nr. 3 StGB werden etwa verhängt, wenn der Verurteilte weitgehend vermögenslos ist oder eine Geldzahlung keine hinreichende Genugtuung bewirkt.
Dieser Auflagentyp steht nicht im Widerspruch zum Verbot des Arbeitszwangs und der Zwangsarbeit durch Art. 12 Abs. 2, 3 GG, da diese Bestimmungen lediglich dazu dienen, entwürdigenden erzwungenen Arbeitseinsatz zu verhindern.

#### Zahlen eines Geldbetrags zugunsten der Staatskasse
Schließlich kann das Gericht anordnen, dass der Täter einen Geldbetrag zugunsten der Staatskasse zahlt. Empfänger ist meistens das Land, in dem sich das verurteilende Gericht befindet.
Dieser Auflagentyp wurde vom Gesetzgeber im Jahr 1994 nachträglich in § 56b StGB eingefügt, da die Rechtsprechung die Staatskasse nicht als gemeinnützige Einrichtung ansah. Vorrangig sollen Zahlungsauflagen allerdings zugunsten von gemeinnützigen Einrichtungen angeordnet werden. Diese Auflage kommt daher vor allem dann in Betracht, wenn es an geeigneten gemeinnützigen Empfängerinnen fehlt.

### Ermessensentscheidung
Das Gericht entscheidet nach eigenem Ermessen, ob es Auflagen erteilt. Es soll allerdings gemäß § 56b Abs. 3 StGB davon absehen, eine Auflage zu erteilen, wenn der Verurteilte von sich aus, also ohne Anordnung des Gerichts – eine angemessene Leistung zur Genugtuung anbietet und wenn zu erwarten ist, dass er diese Leistung erbringt.
Ferner darf das Gericht keine Auflagen anordnen, deren Erfüllung für den Verurteilten unzumutbar ist. Dies ergibt sich aus dem allgemeinen Verhältnismäßigkeitsprinzip, wird aber durch § 56b Abs. 1 S. 2 StGB besonders betont. Unzumutbar sollen beispielsweise solche Auflagen sein, bei deren die Auswahl der Einrichtungen „den Verurteilten in seinen weltanschaulichen oder religiösen Überzeugungen verletzt“.

### Prozessuales
Auflagen werden gemäß § 268a Abs. 1 S. 1 StPO durch Beschluss angeordnet und gemeinsam mit dem Strafurteil verkündet. Der Beschluss muss den Inhalt der verhängten Auflagen möglichst genau bezeichnen. Gemäß § 268a Abs. 3 S. 1 belehrt das Gericht den Verurteilten über die Auflagen. Gegen den Beschluss ist die Beschwerde gemäß § 305a StPO statthaft.
Gemäß § 56e StGB kann das Gericht Auflagen auch nachträglich treffen, ändern oder aufheben. Das setzt voraus, dass sich Sachverhaltsumstände nach der Verurteilung verändern oder dem Gericht erst nachträglich bekannt werden. Eine geänderte Rechtsprechung oder eine andere Bewertung von Rechtsfragen durch das erkennende Gericht reicht hierzu nicht.
Das Gericht überprüft gemäß § 453b StPO, ob der Verurteilte seine Auflagen erfüllt. Auflagen können nicht vollstreckt, also zwangsweise durchgesetzt werden. Verstößt der Verurteilte gröblich oder beharrlich gegen eine rechtmäßige Auflage, widerruft das Gericht allerdings gemäß § 56f Abs. 1 S. 1 Nr. 3 StGB die Strafaussetzung zur Bewährung.

## Auflagen als Zuchtmittel
Im Jugendstrafrecht handelt es sich bei Auflagen um Zuchtmittel. § 15 Abs. 1 JGG sieht vier Typen von Auflagen vor, die inhaltlich Parallelen zu den Auflagen nach § 56b StGB aufweisen: Das Wiedergutmachen des Schadens, das Entschuldigen beim Verletzten, das Arbeiten und das Zahlen eines Geldbetrags zugunsten einer gemeinnützigen Einrichtung.

## Auflagen bei Einstellung des Strafverfahrens
Gemäß § 153a StPO kann die Staatsanwaltschaft von der Erhebung einer öffentlichen Klage absehen und dem Beschuldigten eine Auflage erteilen.
Die Einstellung nach § 153a StPO ist lediglich bei Vergehen möglich, also bei Delikten, deren Mindeststrafmaß weniger als ein Jahr Freiheitsstrafe beträgt (§ 12 Abs. 2 StGB). Sie setzt voraus, dass das zuständige Gericht und der Beschuldigte der Einstellung gegen Auflagen zustimmen.
Als Inhalte einer Auflage im Sinne von § 153a StPO kommen zahlreiche Anordnungen in Betracht. § 153a Abs. 1 S. 2 StPO nennt mehrere Beispiele, die anders als bei § 56b StGB nicht abschließend sind. Der Katalog des § 153a StPO nennt die vier Auflagentypen, die auch in § 56b StGB genannt sind. Daneben zählt er etwa das Bemühen um einen Täter-Opfer-Ausgleich und die Teilnahme an einem Fahreignungsseminar auf.

## Kritik
Die Geldflüsse durch Auflagen wurden 2013 von der Initiative Nachrichtenaufklärung zu einem vernachlässigten Thema in den Massenmedien ernannt.